# Zonder titel (Ben Guntenaar)
Langs de Fred. Roeskestraat, Amsterdam-Zuid staat een titelloos artistiek kunstwerk van Ben Guntenaar.
Guntenaar, destijds docent aan wat binnenkort de Gerrit Rietveld Academie zou worden, werd door architect Gerrit Rietveld gevraagd een beeld te ontwerpen voor de bij de academie behorende tuin ontworpen door Mien Ruys. Guntenaar kwam met een zuil dan wel totem, die visueel samenwerkt en contrasteert met het door Rietveld ontworpen gebouw. Guntenaar ontwierp meestentijds beelden bestaande uit meerdere figuraties, maar dat lijkt hier niet het geval. Het is slechts een kolom. Nader bekeken schijnt het echter te bestaan uit drie op elkaar gezette dubbelfiguren. Het bestaat uit blokken die tezamen drie composities vormen van elk  210 centimeter hoog.  De overeenkomst met het gebouw zit in de vlakverdeling; deze vertoont overeenkomsten met de glaspartij in de gevel van het oorspronkelijke gebouw. Het contrasteert juist met het gebouw (veel glas met af en toe een onderbreking van kozijn) in dat het toegepaste travertijn compleet ondoorzichtig is, maar dat er smalle openingen zijn waardoor men kan heenkijken. Guntenaar laat tevens verschil zien in het ruwe materiaal en gepolijst travertijn.
Het beeld vormde begin 21e eeuw een van de redenen om de Gerrit Rietveld Academie op deze plaats te houden. Er kwamen snel nieuwe gebouwen bij, waardoor het beeld vanaf de Fred. Roeskestraat nog amper zichtbaar is.  